# Jean-Philippe Sabo
Jean-Philippe Sabo (Gouvieux, Francia, 26 de febrero de 1987) es un futbolista francés. Juega de defensa y su equipo actual es el Olympique de Marsella de la Ligue 1 de Francia.

## Clubes
| Club                           | País    | Año       |
| ------------------------------ | ------- | --------- |
| Olympique de Marsella          | Francia | 2007-2008 |
| Montpellier Hérault Sport Club | Francia | 2008-2009 |
| AC Ajaccio                     | Francia | 2009-2010 |
| Olympique de Marsella          | Francia | 2010-     |